# Tiểu vương quốc Afghanistan
Tiểu vương quốc Afghanistan (Pashtun: إمارة أفغانستان, Da Afghanistan Amarat) là một tiểu vương quốc (emirate) nằm giữa Trung Á và Nam Á mà nay là Afghanistan. Tiểu Vương quốc nổi lên từ Đế quốc Durrani khi Dost Mohammed Khan, người sáng lập ra triều đại Barakzai ở Kabul đã thắng thế. Lịch sử của Tiểu Vương quốc là canh bạc lớn giữa Đế quốc Nga và Vương quốc Anh nhằm giành quyền thống trị Trung Á. Thời kỳ này được đặc trưng bởi việc mở rộng lợi ích của thực dân châu Âu ở Nam Á. Tiểu Vương quốc Afghanistan tiếp tục chiến tranh với Đế quốc Sikh, dẫn đến cuộc xâm lược Afghanistan của quân đội Ấn Độ do Anh dẫn đầu đã hoàn toàn xóa sổ người Afghanistan vào năm 1842 nhưng không hoàn thành đầy đủ các mục tiêu chiến tranh ban đầu của họ. Tuy nhiên trong cuộc chiến tranh Anh-Afghanistan lần thứ hai, người Anh một lần nữa lại đánh bại người Afghanistan và lần này người Anh nắm quyền kiểm soát ngoại giao của Afghanistan cho đến khi Tiểu vương Amanullah Khan lấy lại chúng từ sau Hiệp ước Anh-Afghanistan năm 1919 đã được ký kết sau cuộc chiến tranh Anh-Afghanistan lần thứ ba.

## Lịch sử
Chiến tranh leo thang một vài năm sau khi thành lập Tiểu Vương quốc vào năm 1837, các lợi ích của Nga và Anh đều nằm cuộc xung đột giữa Muhammad Shah của Iran và Dost Mohammed Khan với tên gọi là chiến tranh Anh-Afghanistan thứ nhất diễn ra từ năm 1839 đến 1842. Trong chiến tranh, Anh đã chiếm đóng đất nước này để cố gắng ngăn chặn sự tiếp cận của Nga tới Afghanistan và kiềm chế sự bành trướng của Đế quốc Nga. Chiến tranh kết thúc với một chiến thắng tạm thời của Vương quốc Anh nhưng đã phải rút lui để Dost Muhammad lên nắm quyền một lần nữa.
Sau khi Dost Muhammad mất vào năm 1863, con là Sher Ali Khan lên nối ngôi trị vì được ba năm thì bị người anh Mohammad Afzal Khan lật đổ. Tuy nhiên đến năm 1878 thì tới lượt ông này cũng bị Shir Ali thay thế và Tiểu Vương quốc đã theo về phía Nga cùng năm đó, dẫn đến các cuộc xung đột mới với Anh. Sau đó, người Anh đã tiến quân vào Afghanistan ngày 21 tháng 11 buộc Shir Ali phải chạy trốn sang Nga, nhưng ông đã mất vào năm 1879 ở Mazar-i-Sharif. Người kế nhiệm ông là Mohammed Khan Yaqub đã tìm kiếm giải pháp cho hòa bình với Nga và cho họ một tiếng nói lớn hơn trong chính sách đối ngoại của Afghanistan. Tuy nhiên, khi phái viên của Anh Louis Cavagnari bị giết chết ở Kabul, người Anh đã đề nghị Abdur Rahman Khan lên làm tiểu vương rồi sau ký kết hòa bình vào năm 1880 và rút lui khỏi Afghanistan một lần nữa vào năm 1881. Afghanistan vào năm 1893 buộc người Anh để đồng ý với Đường kẻ Durand vẫn còn chạy thẳng qua khu định cư của những người Pashtun và khoảng một phần ba của Afghanistan bị Ấn Độ thuộc Anh sáp nhập.
Sau chiến tranh Tiểu vương Abdur Rahman Khan đã gây bất ngờ với đất nước vừa đổi mới và đàn áp nhiều cuộc nổi dậy. Sau khi ông qua đời vào năm 1901 con trai ông là Habibullah Khan đã kế vị tiểu vương và tiếp tục cuộc cải cách do tiền nhân để lại. Habibullah Khan tìm cách hòa giải với Vương quốc Anh, nơi ông tốt nghiệp vào năm 1905 với một hiệp ước hòa bình với Nga, kéo dài cho đến khi thất bại trong cuộc chiến tranh Nga-Nhật thì người Nga mới rút khỏi Afghanistan. Trong Thế chiến I Afghanistan vẫn duy trì tính trung lập bất chấp nỗ lực của Đức và Ottoman (cuộc viễn chinh Niedermayer-Hentig). Đến năm 1919 Habibullah Khan đã bị các đối thủ chính trị ám sát.
Một người con khác của Habibullah Khan là Amanullah Khan vào năm 1919 đã chống đối người thừa kế hợp pháp rõ ràng Nasrullah Khan về sau là Tiểu vương Afghanistan. Ngay sau đó đã bùng nổ thành một cuộc chiến tranh khác mà theo Hiệp ước Rawalpindi đã bị người Anh ngăn cản và lần đầu tiên công nhận nền độc lập của Afghanistan. Amanullah Khan bắt đầu cải cách đất nước và đã đăng quang với danh hiệu Padshah (vua) của Afghanistan và thành lập Vương quốc Afghanistan vào năm 1926.